# روبرت بيل (سياسي أسترالي)
روبرت بيل (بالإنجليزية: Robert Bell)‏ هو سياسي أسترالي، ولد في 22 يوليو 1950 في هوبارت في أستراليا، وتوفي في 5 سبتمبر 2001 في نيوساوث ويلز في أستراليا بسبب نوبة قلبية. حزبياً، نشط في الديمقراطيون الأستراليون. وقد انتخب عضو مجلس الشيوخ الأسترالي ‏ عن دائرة Tasmania ‏ (7 مارس 1990 – 30 يونيو 1996).